# Sammlung der Europäischen Verträge
Bei der Sammlung der Europäischen Verträge (SEV; englisch Europe Treaty Series, kurz ETS) handelt es sich um die Veröffentlichungsreihe für völkerrechtliche Verträge des Europarates, die zwischen 1949 und 2003 zur Zeichnung aufgelegt wurden (Nr. 001 bis 193). Seit 2004 (Zeichnungsauflegung; ab Nr. 194) wird diese von der Sammlung der Europaratsverträge (SEV; englisch Council of Europe Treaty Series, CETS) fortgesetzt. Die Sammlungen umfassen Übereinkommen/Konventionen (conventions), Abkommen (agreements), Chartas (charters), Kodifizierungen (codes) und Rahmenübereinkommen (framework oder outline conventions).

## Bekannte SEV's
Beispiele für bekannte gesammelte Übereinkommen und Abkommen sind
- die Satzung des Europarates (SEV bzw. ETS Nr. 001),[4]
- die Konvention zum Schutz der Menschenrechte und Grundfreiheiten (Europäische Menschenrechtskonvention, Nr. 005),
- das Europäische Fürsorgeabkommen (Nr. 014),
- die Europäische Sozialcharta (Nr. 035, revidiert Nr. 163),
- das Europäische Sorgerechtsübereinkommen (Nr. 105),
- das Übereinkommen zum Schutz des architektonischen Erbes (Konvention von Granada, Nr. 121),
- das Übereinkommen zum Schutz des Menschen bei der automatischen Verarbeitung personenbezogener Daten (Nr. 108),
- die Europäische Antifolterkonvention (Nr. 126),
- das Europäische Übereinkommen zum Schutz des Archäologischen Erbes (revidiert, Nr. 143),
- die Europäische Charta der Regional- oder Minderheitensprachen (Nr. 148),
- das Rahmenübereinkommen zum Schutz nationaler Minderheiten (Nr. 157) und
- das Europäische Landschaftsübereinkommen (Nr. 176),
- ferner das Übereinkommen des Europarats zum Schutz von Kindern vor sexueller Ausbeutung und sexuellem Missbrauch (SEV bzw. CETS Nr. 201).